# 大風坳 (鶴咀)
大風坳（英語：Windy Gap）是香港一個山坳，位於香港島南區的鶴咀半島以北，石澳半島以南，即打爛埕頂山（龍脊）和鶴咀山之間。石澳道途經該坳，為進出石澳的唯一行車通道。